# Hermann Schilling (Autor)
Hermann Karl Rudolf Schilling (* 11. Februar 1871 in Berlin; † 30. Juli 1926 ebenda) war ein deutscher Schriftsteller, der die Pseudonyme Theo Freimund, Il Turdus und Hildegard Hagen verwendete.

## Leben
Hermann Schilling wuchs auf dem väterlichen Gut Simonshöhe bei Lagow/Neumark auf und besuchte das Louisen-Gymnasium in Berlin, bevor er Klassische Philologie, Kunstgeschichte, Germanistik in Berlin und Philosophie, Geschichte in Marburg, Berlin und Breslau studierte. Während seines Studiums wurde er 1894 Mitglied der Burschenschaft Thuringia Charlottenburg/Berlin. 1894 gründete er das Jahrbuch Astern. Er wurde zum Dr. phil. promoviert. Nach seinem Studium wurde er Privatlehrer an einer Mädchenschule und arbeitete als Hauslehrer auf Gütern in Westpreußen sowie im Oderbruch. Er war als Redakteur und Verleger in Berlin, den Rheinlanden und im Harz tätig. 1898 studierte er in Berlin Evangelische Theologie, dann Medizin und schließlich Philologie. Sein Staatsexamen legte er 1901 ab und wurde 1903 Oberlehrer in Berlin, 1910 in Rixdorf und 1912 in Neukölln.

## Veröffentlichungen (Auswahl)
- Wahrheit und Traum. Berlin 1892.
- Erich und Astrid. Eine epische Dichtung aus der Zeit Barbarossas. Leipzig 1894.
- Astern. Eine lyrische Gedichtsammlung als Organ Junger und Jüngster. 2 Bände 1894, 1895.
- Wetterleuchten. 2. Auflage, Züllichau 1903.
- Sirocco. Drama in vier Aufzügen. Berlin 1915.
- Lieb Vaterland, magst ruhig sein! Ein Strauß brandenburgisch-deutscher Geschichte. Berlin 1916.
- Theo Freimund. Ein Leben in Bildern. Berlin 1924.